# Jakob Mauvillon

Jakob Mauvillon

Jakob Eléazar (de) Mauvillon (* 8. März 1743 in Leipzig; † 11. Januar 1794 in Braunschweig) war ein deutscher Aufklärer (Anhänger der Französischen Revolution), Schriftsteller, Staatsrechtler, Ökonom (Vertreter des Physiokratismus), Historiker, Übersetzer, Offizier und Ingenieur.

## Leben

### Herkunft und Jugend
Mauvillon entstammt dem französischen Adel. Sein Großvater war der Landadlige Esprit Guillaume de Mauvillon, geboren um 1670, aus einem Dorf bei Tarascon in der südfranzösischen Provence. Mit seiner Frau Anne de Farges hatte er einen Sohn namens Eleazar, der aufgrund seiner protestantischen Haltung gedrängt wurde, seine Heimat zu verlassen. Er ließ sich im sächsischen Leipzig nieder und heiratete 1740 die Französin Marie Bonne Le Jeune de Montant. 1743 kam ihr einziges Kind Jakob Eleazar zur Welt.
Jakob wuchs in bürgerlichen Verhältnissen auf. Sein Vater war Privatsekretär von Kurfürst Friedrich August I. und betätigte sich als erfolgreicher Schriftsteller und Übersetzer. Jakob wurde streng erzogen und auf ein Theologiestudium vorbereitet. Dazu wurde er zunächst vom evangelischen Theologen Johann August Ernesti unterrichtet und besuchte danach die klerikale Thomasschule zu Leipzig. Ab 1758 lehrte der Vater französische Sprache in Braunschweig und der Sohn wurde am Collegium Carolinum unter Johann Friedrich Wilhelm Jerusalem aufgenommen. Weiterhin gehörten zu seinen Lehrern die Schriftsteller Johann Arnold Ebert und Karl Christian Gärtner.

### Studium und Wehrdienst
Nach der Schulzeit begann er ein Studium der Rechtswissenschaft, wohl ein Kompromiss zwischen Vater und Sohn. Sein Interesse galt jedoch vielmehr dem Zeichnen, den Sprachen und der Mathematik.
Trotz einer angeborenen Skoliose bewarb er sich 1760 bei der Kurhannoverischen Armee unter Herzog Ferdinand von Braunschweig-Wolfenbüttel. Er wurde Privatingenieur von Reichsgraf Oberst Johann Ludwig von Wallmoden-Gimborn. 1762 wurde er Kondukteur und 1765 Fähnrich im Ingenieurkorps. Mauvillon kämpfte in drei Schlachten des Siebenjährigen Krieges und erhielt das Offizierspatent überreicht. Im Jahr 1765 wurde er nach eigenem Wunsch aus dem aktiven Dienst entlassen.
Er nahm das Jura-Studium in Leipzig wieder auf und besuchte gleichzeitig Vorlesungen der Mathematik und Literatur. Schon nach wenigen Monaten legte er die Studien endgültig ad acta.

### Schriftsteller
Bereits 1764 arbeitete er mit seinem Vater als Zuerwerb am Dictionnaire raisonne francois et allemand contenant toutes les expressions du bels usage. In den folgenden Jahren wurde er eigenständig als Schriftsteller tätig. Er verfasste Esprit des lois, Entretiens entre un Pere de famille et le gouverneur de sons fils und sur les Caracteres de Mr. de La Bruyere. 1772 veröffentlichte er seine psychologische Schrift Meditations sur la nature humaine. Außerdem übersetzte er Briefe der Marie de Rabutin-Chantal, Marquise de Sévigné. Zeitlebens verband ihn eine enge Freundschaft zum Dichter Ludwig August Unzer. Mit ihm stand er im 1771 veröffentlichten Briefwechsel Ueber den Werth einiger Deutscher Dichter. Ab 1766 lehrte er Französisch und Italienisch am Königlichen Pädagogium zu Ilfeld.

### Armee
Im Jahr 1771 wurde er auf Empfehlung von Rudolf Erich Raspe durch Staatssekretär General Martin Ernst von Schlieffen als Professor für Wege- und Brückenbau sowie Kriegsbaukunst am Collegium Carolinum in Kassel eingesetzt. Mauvillon verlor sein Offizierspatent und konnte erst 1778 in die Kurhannoveranische Armee wiedereingestellt werden. Bis dato führte er den Titel eines Ingénieur des ponts et chaussées. Weiteres Einkommen sicherte er sich durch private Vorlesungen beim Prinzen Karl von Hessen-Philippsthal. Im Jahr 1778 ernannte man ihn nach Aufstellung eines Kadettenkorps zum Hauptmann.
1784 trat er in braunschweigische Dienste unter dem liberalen Herzog Karl Wilhelm Ferdinand. Er wurde Professor für Kriegswissenschaft und -baukunst am Collegium Carolinum in Braunschweig sowie Major im Ingenieurkorps. Er wurde schließlich 1790 zum Obristlieutenant befördert.
Mauvillon betätigte sich als militärwissenschaftlicher Fachschriftsteller. Von Gabriel de Riqueti, comte de Mirabeau, der sich damals in Berlin aufhielt, mit dem nötigen Material versehen, schrieb er die von diesem sodann unter eigenem Namen zu Paris veröffentlichte Schrift über Preußen, die Mirabeau, sein Freund und Mitarbeiter, später in seiner Schilderung des preußischen Staats unter Friedrich II. (Leipzig 1793 bis 1795, 4 Bände) neu bearbeitete. Nachdem Mauvillon von Leopold Alois Hoffmann der Revolutionshetze beschuldigt wurde, forderte er für Deutschland politische Reformen.

## Freimaurerei
1775 wurde Mauvillon Freimaurer als Mitglied der Kasseler Loge Zum gekrönten Löwen. Von 1779 bis 1793 war er in der Loge Friedrich zur Freundschaft und seit 1782 deren Redner. 1784 gründete er die Loge Zum Tempel der wahren Eintracht in Kassel (Eklektischer Bund). 1780 wurde er Illuminat unter dem Ordensnamen Arcesilaus und Chef der Kasseler Ordensfiliale.

## Familie
Im Jahr 1773 heiratete er Marie Luise Scipio aus dem waldeckischen Arolsen. Ihr gemeinsamer Sohn Friedrich Wilhelm, geboren 1774, war Militärschriftsteller und Oberst der Preußischen Armee.

## Werke
- Versuch einer Übersetzung der Briefe der Marquisin von Sevigne. Schrödersche Buchhandlung, Braunschweig und Hildesheim, 1765
- Von der Unterhaltung zahlreicher Truppen und den daraus entspringenden Folgen, besonders in Rücksicht auf die Fürsten des deutschen Reiches. In: Magazin der Regierungskunst, der Staats- und Landwirtschaft, 1. Stück, Leipzig 1775, S. 183–242 (2. Stück, Leipzig 1778, S. 215–44).
- Physiokratische Briefe an Herrn Prof. Dohm oder die Verteidigung und Erläuterung der wahren staatswissenschaftlichen Gesetze, die unter dem Namen des physiokratischen Systems bekannt sind. Scriptor-Verlag, Königstein/T. 1979, ISBN 3-589-15215-X (Nachdr. d. Ausg. Braunschweig 1780).
- Einleitung in die sämtlichen militairischen Wissenschaften. Waisenhaus-Buchhandlung, Braunschweig 1783.
- Dramatische Sprüchwörter. Ein Beitrag zum gesellschaftlichen Vergnügen in Deutschland. Leipzig 1785 (Nachdr. d. Ausg. Braunschweig 1978).
- Essai historique sur l'art de la guerre pendant la guerre de trente ans. Kassel 1784, 1789.
- Das einzige wahre System der christlichen Religion. Berlin 1787.
- Des Herzoglich Braunschweigischen Ingenieur-Obristlieutenants Mauvillon gerichtliche Verhöre und Aussagen. Braunschweig 1791.
- Mann und Weib nach ihren gegenseitigen Verhältnissen geschildert. Leipzig 1791.
- Briefe des Grafen von Mirabeau an einen Freund in Deutschland. Geschrieben in den Jahren 1786, 1787, 1788, 1789, 1790. (online).[1]
- Von der Preußischen Monarchie unter Friedrich dem Großen. Braunschweig/Leipzig 1793–1795.
- Geschichte Ferdinands, Herzogs von Braunschweig. Braunschweig 1794 (2 Bände).
- Abriss der Begebenheiten des allgemeinen Krieges der spanischen Erbfolge. In: Historischer Kalender auf das Jahr 1794, Abschnitt II, Leipzig 1794.
- Mauvillons Briefwechsel oder Briefe von verschiedenen Gelehrten an den in Herzoglich Braunschweigschen Diensten verstorbenen Obristlieutenant Mauvillon. Herausgegeben von seinem Sohn Friedrich Wilhelm Mauvillon, Braunschweig 1801.
- Jakob von Mauvillon, Johann August Unzer: Ueber den Werth einiger Deutschen Dichter und über andere Gegenstände den Geschmack und die schöne Litteratur betreffend. Ein Briefwechsel. Herausgegeben von Heinrich Blume. In: 38. Jahresbericht des Kaiser Franz Josef-Staatsgymnasium zu Freistadt in Oberösterreich für das Schuljahr 1908, S. 3–36.